# クルセイダーキングスIII
Crusader Kings III（クルセイダーキングスIII）（CK3）は、 中世を舞台にしたグランドストラテジー ロールプレイングビデオゲームで、Paradox Development Studioによって開発された。
このゲームは2020年9月1日にPCでリリースされ、Xbox Series X/Sおよびで2022年3月29日にほとんどの地域でリリースされた。このゲームはリリース時から広く好意的な評価を受け、2025年4月時点における累計販売本数は400万本を突破した。

## ゲームプレイ
前作の『Crusader Kings』および『Crusader Kings II』と同様に、『Crusader Kings III』は中世を舞台にした壮大な戦略ゲームおよび王朝シミュレーターである。
プレイヤーは、867年・1066年・1178年から、ハスティン等のキャラクターを一人選びゲームを開始する。
ゲームマップは前作『クルセイダーキングス2』の約4倍詳細で、やや広く、ヨーロッパ、南は赤道付近までのアフリカ、東はチベットまでのアジアがおさまっている。
後継者がいない状態でプレイヤーキャラクターが死亡または廃位された場合はゲームオーバーとなり、その後継者としてゲームを継続する。
プレイヤーは数世紀にわたって王朝を築き上げ、ゲームは1453年に終了するが、ゲーム内の設定でこの終了日を無効にすることもできる。
王朝は、それぞれに長を持つ家を組織でき、親王朝からほぼ独立して行動する。王朝の長は、名誉と呼ばれる新たな資源を用いて、自らの王朝に対する支配権を主張できる。また、家長は庶子を正当化する責任を負う。
プレイヤーの領土には、封建制、部族制、氏族制、行政制といった政府形態がある。共和国や神政制も存在するが、プレイヤーは選択できない。 指導者は戦争、外交、あるいは策略によって目標達成を目指す。
本作においては文化だけでなく宗教もゲームの重要な要素である。プレイヤーは巡礼や聖戦を繰り広げることもあり、また、十字軍やジハードといった形で宗教全体を巻き込んだ戦争が展開されることもある。宗教には、その信仰の実践者全員に与えられるボーナスである信条と、同性愛や女性聖職者といった問題に対する宗教の立場を定めた教義がある。宗教のメカニクスと相互作用するための主要なリソースは信心であり、十分な信心を持つプレイヤーは、独自の信仰を開発するか、既存の信仰を改革するかを選択でき、信条と教義はプレイヤーが選択する。
徴募兵は農民を中心とした練度の低い歩兵で構成されている一方、常備軍はクロスボウ兵や騎兵など練度の高い兵士で構成されている。キャラクターは、自身の宮廷や領土から戦闘スキルに優れた他のキャラクターを、強力な騎士に昇格させられる。
シリーズの前作とは異なり、キャラクターは全身の3Dレンダリングモデルを採用している。キャラクターの見た目は「床屋」で変更し、服や帽子でカスタマイズできる。キャラクターのモデルは、年齢、地位、健康状態を表現するために細かく変化する。例えば、アルコール依存症の場合には赤らんだ顔になり、特定の文化の支配者は軍を指揮する際には鎧を身に着ける。
前作同様、彼らはステータスや行動に影響を与える特性を持っており、キャラクターの特性に反する選択をすると、そのキャラクターのストレスが増加する。本作は「遺伝」システムが採用されており、一部の特性を子孫に継承させられる。 また、キャラクターは、6つの生活様式から1つを選択でき、それぞれに関連するスキルを強化するための3つのスキルツリーが存在する。
キャラクターは、他のキャラクターの処刑や拷問などの悪意ある行動を行うことで、恐怖値（Dread）を増加させ、家臣を忠誠を保たせるように脅かすことができる。

## 開発
ゲームディレクターのヘンリック・ファールエウスは、ゲームの開発が「Imperator: Rome」の約1年前から開始されたとコメントし、2015年が開始時期であることを示唆していた。彼は前作のゲームエンジンを「継ぎ接ぎで、テープでつなぎ合わせたようなもの」と表現し、新作ゲームには更新されたエンジン（すなわち クラウゼヴィッツ・エンジンとジョミニ・ツールセット）を採用し、新機能の実行に十分な性能を備えていると説明した。
Paradoxの多くの未リリース作品および現在サポート中の作品と同様に、開発者は毎週開発日記を公開している。各投稿では、政体の種類、ユーザーインターフェース、政体、戦争など、ゲームの特定の側面に焦点を当て、本作における各側面の扱いや、前作との相違点について説明する。また、Paradox InteractiveのYouTubeチャンネルでは、毎月のアップデート動画が公開され、その月の開発日記で行われたすべての変更点がまとめられている。

### キャラクターのポートレイトの自動生成および遺伝システムの導入
本シリーズは数百年規模の歴史を扱う一方で、支配者が病やけがで簡単に死ぬ分、キャラクターが生まれるはずの家系が数世代前に断絶することが頻発する。これが歴史上の人物を史実通りに再現することを困難にしていた。
これに伴い、本作ではシリーズで初めて、キャラクターのポートレイトの自動生成を導入した。これに伴う課題としては、「3Dで表示されるキャラクターを地域の文化に沿って自動で生成すること」「生成されるがプレイヤーにとって覚えやすいと同時に、どこの家に帰属しているかわかりやすくすること」が浮上した。本作は登場する王国とキャラクターの数が極めて多い分パソコンへの負荷が強く、キャラクターの3Dモデルの自動生成となると、レンダリングの速度に気を使う必要がある。一方、シリーズとしては「個人」としての描写が緻密であり、キャラクターの見た目がプレイヤーに印象付けられるものでないと、ゲームへの没入感がそがれてしまう。このため、本作では「遺伝」システムや、経年による外見の変化などが導入された。
本作のキャラクター造形の基本は「構成要素のパラメータ化」であり、これはキャラクターメイキングを採用した作品と同じ手法である。本作では、基本的なバリエーションである「インデックス」と、発現の度合いである「強度」を定義し、これらのパラメータを「Gene」（遺伝子）としてセットしている。両親のGeneが新たに生まれた子にどう発現するかはメンデルの法則を基にしているが、複雑さ回避の観点から顕性と潜性を設定するのではなく、グラフィックに反映させるための「Primary」とデータ保持用の「Secondary」という二種類の情報が用意された。子の「Primary」と「Secondary」に両親のどのGeneが入るかはランダムで決まる。
また、民族の表現は専用のパラメータではなくGeneの要素に一定の偏りを与える形で行われたことに関連し、各民族の特徴を踏まえた根源的なキャラクターが用意された。
衣装や傷跡など遺伝とは無関係の要素については、別の形で設定された。たとえば衣装は文化や地位・役職などに紐づけられ、傷跡は遺伝ではなくキャラクターに対するパッチとして発行された。
また、歴史上の偉人など特殊なキャラクターのグラフィックスはスクリプト言語を用いた制御によって表現された。

### DLC
| 名称                  | 対応のパッチのバージョン | 種別             | リリース日    | 説明 |
| Chapter I             | Chapter I                | Chapter I        | Chapter I     | Chapter I |
| --------------------- | ------------------------ | ---------------- | ------------- | --- |
| Northern Lords        | 1.3 "Corvus"             | フレーバーパック | 2021年3月16日 | 本作で初めてのフレーバーパックであり、ノース人を題材としている。 |
| Royal Court           | 1.5 "Fleur-de-Lis"       | 大規模拡張セット | 2022年2月8日  | 王座の間の構築や、宮廷で働く人々の対応に加え、同性婚の要素が追加された。また、異文化同士の融合や、文化の細分化といった概念も追加された。                                                            |
| Fate of Iberia        | 1.6 "Castle"             | フレーバーパック | 2022年5月31日 | レコンキスタ時代のイベリア半島を主題とした追加コンテンツ。 |
| Friends and Foes      | 1.7 "Bastion"            | イベントパック   | 2022年9月8日  | キャラクターの友人やライバルとの関係を巡る100を超える追加イベントが収録されているほか、キャラクターが人生を通じて回想する記憶も含まれている。                                                       |
| Chapter II            |                          |                  |               | |
| Tours and Tournaments | 1.9 "Lance"              | 大規模拡張セット | 2023年5月11日 | 支配者による視察旅行「ツアー」や、馬上試合などの「トーナメント」が収録されている。 |
| Wards and Wardens     | 1.10 "Quill"             | イベントパック   | 2023年8月22日 | 幼き統治者と後見人を題材としたイベントパック。 |
| Legacy of Persia      | 1.11 "Peacock"           | フレーバーパック | 2023年11月9日 | イラン・インターメッツォ時代のペルシアを題材としたフレーバーパック。 |
| Chapter III           |                          |                  |               | |
| Legends of the Dead   | 1.12 "Scythe"            | コア拡張セット   | 2024年3月4日  | このDLCでは、伝説システムが導入されたほか、黒死病をはじめとする伝染病がマップ全体に広がっている。これにより、キャラクターは先祖の行動に関する物語を宣伝することで、自家の正当性を築くことができる。 |
| Roads to Power        | 1.13 "Basileus"          | 大規模拡張セット | 2024年9月24日 | ビザンツ帝国を主題としたコンテンツで、行政府をはじめとする各種要素に加え、冒険者として世界を放浪するモードが追加された。                                                                            |
| Wandering Nobles      | 1.14 "Traverse"          | イベントパック   | 2024年11月4日 | 旅行システムに関連するイベントとアクティビティを収録したDLC。 |
| Chapter IV            |                          |                  |               | |
| Khans of the Steppe   | 1.16 "Chamfron"          | コア拡張セット   | 2025年4月28日 | 遊牧民の生活や政府システムを題材とした拡張コア拡張セット。 |
| Coronations           | TBD                      | イベントパック   | Q3 2025       | 新しいイベントと戴冠式アクティビティを収録したイベントパック。 |
| All Under Heaven      | TBD                      | 大規模拡張セット | Q4 2025       | 中国や日本といった東アジアのマップならびに関連するコンテンツが収録されている。 |

### MOD
本作は、多数の非公式MODがSteam Workshopで利用可能なことで知られており、日本人の制作者もいる。
MODの一つである「Shogunate」は、源平合戦や南北朝時代、戦国時代をプレイできることで知られている

## リリース
本作はSteamおよびXbox Game Pass for PC用ゲームとして、2020年9月1日に配信された。本作には2つのエディションがあり、うち、「ベースゲームエディション」はゲーム本編と事前予約特典が付属している一方、「ロイヤルエディション」は本編と拡張パスのセットである。この拡張パスには、追加コンテンツパックのコレクションと最初の拡張パックが含まれている。
当初、本作での発売はオーストラリア分類委員会によって却下された。これは、ゲームの分類に関する複雑な問題が原因と報じられている。しかし、オーストラリア分類委員会はParadox Interactiveとの接触を否定し、Paradox Interactiveはサードパーティの販売代理店であるPlaion（旧Koch Media）を通じて分類を申請したと主張した。ゲームは最終的に承認され、オーストラリアでは当初の発売予定日から6日遅れの2020年9月7日に発売された。これに伴い、オーストラリアのSteamユーザー限定で、予約特典の期間が9月21日まで延長された。
2022年3月29日には家庭用ゲーム機であるPlayStation 5とXbox Series XおよびSeries S向けに発売されたほか、Xbox Game Passでも利用可能になった。

## 評価
レビュー集約サイトMetacriticによると、『Crusader Kings III』はPlayStation 5とXbox Series X/Sで「概ね好評」の評価を受け、PC版は「普遍的な称賛」を受けた。IGNのリーナ・ハーファーは、本作を「優れた戦略ゲームであり、素晴らしいRPGであり、既存のシステムの最良の部分を取り入れて、より深く、より優れたものにする方法を熟知したマスタークラス」と評し、10/10の評価を与えた。 VG247のローレン・エイトケンも本作に満点をつけ、「前作と同様にクレイジーで、予測不可能で、夢中にさせる」と評した。
GameSpotのデイビッド・ワイルドグースは、このゲームのプロシージャルな物語を称賛し、本作ほど感動的で心を打つものは滅多にないと述べている。一方で、マイナス面としては、「ストーリーエンジンが作動していないと、プレイヤーの行動は決まりきったものになり、刺激がないものになってしまう」と書いている。
コンソール版は、技術的なボトルネック、頻繁なクラッシュ、過熱、その他コンソールの性能上の制約により、ゲーム終盤で進行不能になってしまう点がプレイヤーから問題視された。ParadoxとLab42は、家系図から3Dモデルを削除し、ゲームのキャッシュをより頻繁にクリアすることで、これらの問題の解決に取り組んでいる。

### 売上
ゲームは発売から1ヶ月以内に100万本以上を販売した。 2020年9月、米国で7番目に売れたゲームとなり、Paradox Interactiveのタイトルとしては発売月における最高販売記録を樹立した。2022年3月、Paradox Interactiveは全世界における売り上げが200万本を突破したことを発表した。2023年9月、パラドックス・インタラクティブは『Crusader Kings III』が世界中で300万本以上を販売したことを発表した。2025年4月現在、『Crusader Kings III』は世界中で400万本以上を販売している。

### 賞
2020年12月、本作はThe Game Awardsの「ベスト シム/ストラテジー」部門にノミネートされた。2021年4月、Crusader Kings IIIは第24回D.I.C.E. Awardsの「ストラテジー/シミュレーション ゲーム・オブ・ザ・イヤー」部門にもノミネートされた。